# Phobeticomyia punctata
Phobeticomyia punctata är en tvåvingeart som beskrevs av Mitsuhiro Sasakawa 1990. Phobeticomyia punctata ingår i släktet Phobeticomyia och familjen lövflugor. Inga underarter finns listade i Catalogue of Life.